# Final Song
«Final Song» es una canción de la cantante y compositora danesa MØ. Fue lanzado el 13 de mayo de 2016 como el segundo sencillo para su próximo segundo álbum de estudio. La canción fue escrita y compuesta por MØ y Noonie Bao junto a MNEK, quien produjo la canción. "Final Song" fue lanzado por Chess Club y RCA Victor y se estrenó en BBC Radio 1 el 12 de mayo de 2016 a las 7:00 PM BST en Annie Mac. Fue lanzado en YouTube el mismo día y en iTunes Store al día siguiente. Ha alcanzado el top 5 en Dinamarca, el top 20 en Australia, Noruega y el Reino Unido, y los primeros 100 en Canadá y Suecia.

## Antecedentes y publicación
La canción fue escrita por MØ, MNEK y Noonie Bao en Los Ángeles en 2016. MØ envió una versión aproximada de la canción a MNEK con los cambios que quería ver, pidiéndole que "lo hiciera un poco más ligero". Los dos trabajaron más tarde juntos, lo que terminó siendo "droga" según MNEK. MØ dijo que la canción es "acerca de volver a conectar con tu fuerza interior. Con tu brillo interior, pasión, espíritu animal, lo que sea: la fuerza que nos mantiene en marcha y haciendo lo que amamos. [...] Todos necesitamos se siente fortalecido desde dentro para ser la mejor versión de nosotros mismos, pero no siempre es fácil y eso es lo que me inspiró a escribir estas letras. Cuando estás unido con tu brillo interior puedes vencer los miedos y volar hacia tus sueños". 
MØ lanzó un fragmento de la canción en Instagram el 9 de mayo de 2016. Al igual que su anterior sencillo "Kamikaze", "Final Song" fue estrenada por Annie Mac en BBC Radio 1 en el Reino Unido.

## Vídeo musical
El video musical de la canción fue dirigido por Tomas Whitmore y se lanzó a YouTube el 9 de junio de 2016. El video fue producido por Hugo Peers y filmado en el Área Nacional de Conservación del Desierto de California por DOP Niko Wiesnet.

## Posicionamiento en listas
| Listas (2016-2017)                        | Mejor posición |
| ----------------------------------------- | -------------- |
| Australia (ARIA)                          | 12             |
| Austria (Ö3 Austria Top 40)               | 11             |
| Bélgica (Flandes) (Ultratop 50)           | 37             |
| Bélgica (Valonia) (Ultratop 50)           | 18             |
| Canadá (Canadian Hot 100)                 | 64             |
| República Checa (Rádio Top 100)           | 59             |
| República Checa (Singles Digitál Top 100) | 19             |
| Dinamarca (Tracklisten)                   | 4              |
| Dinamarca (Airplay danés)                 | 2              |
| Francia (SNEP)                            | 102            |
| Alemania (Offizielle Deutsche Charts)     | 16             |
| Hungría (Stream Top 40)                   | 29             |
| Irlanda (IRMA)                            | 6              |
| Italia (FIMI)                             | 38             |
| Países Bajos (Dutch Top 40)               | 20             |
| Países Bajos (Mega Single Top 100)        | 19             |
| Nueva Zelanda (Recorded Music NZ)         | 20             |
| Noruega (VG-lista)                        | 9              |
| Portugal (AFP)                            | 40             |
| Escocia (Scottish Singles Sales Chart)    | 8              |
| Eslovaquia (Rádio Top 100)                | 38             |
| Eslovaquia (Singles Digitál Top 100)      | 7              |
| Slovenia (SloTop50)                       | 30             |
| España (Top 100 Canciones)                | 64             |
| Suecia (Sverigetopplistan)                | 42             |
| Suiza (Schweizer Hitparade)               | 26             |
| Reino Unido (UK Singles Chart)            | 14             |
| Reino Unido (UK Dance Chart)              | 7              |
| Estados Unidos (Bubbling Under Hot 100)   | 15             |

## Certificaciones
| País   | Organismo certificador | Certificación | Ventas certificadas | Ref.   |
| ------ | ---------------------- | ------------- | ------------------- | ------ |
| México | AMPROFON               | Platino       | 60,000              | [ 38 ] |